# 威勒茨 (北卡羅萊納州)
威勒茨（英語：Willets）是位於美國北卡羅萊納州傑克遜縣的非建制地區。

## 歷史
威勒茨的郵局於1903年設立，其後於1934年停運。

## 地理
威勒茨所處的海拔為高於海平面820米（即2690英呎），而該地所採用的時區為UTC-5，即北美东部时区（EST）。同時該地設有夏令時間，為UTC-5調快一小時，即UTC-4（EDT）。